# Extraterrestrial
Extraterrestrial (bra Extraterrestrial) é um filme canadense de 2014, dos gêneros terror e ficção científica, dirigido por Colin Minihan, com roteiro de The Vicious Brothers, Stuart Ortiz e do próprio diretor.
Estrelam Brittany Allen, Freddie Stroma e Melanie Papalia como um grupo de amigos que se defendem de uma invasão alienígena.

## Elenco
- Brittany Allen ...... April
- Freddie Stroma ...... Kyle
- Melanie Papalia ...... Melanie
- Jesse Moss ...... Seth
- Anja Savcic ...... Lex
- Gil Bellows ...... xerife Murphy
- Michael Ironside ...... Travis
- Sean Rogerson ...... auxiliar Mitchell
- Emily Perkins ...... Nancy McPherson
- Mike Kovac ...... atendente da loja
- Ian Brown ...... fazendeiro
- Fred Keating ...... Mike
- Mackenzie Gray ...... homem de preto
- Reese Alexander ...... oficial militar
- Buddy ...... Rusty

## Sinopse
Garotas que passam o fim de semana numa cabana no meio do mato precisam enfrentar ataque alienígena.

## Enredo
Uma mulher (Emily Perkins) que corre a uma loja pedindo ajuda. O atendente a dispensa, e ela recorre a uma cabine telefônica próxima. Assim que ela entra, uma luz surge e a cabine desaparece com ela. O xerife Murphy (Gil Bellows) chega ao local para investigar, e o atendente explica o que viu.[carece de fontes?]
Enquanto isso, April (Brittany Allen) e seu namorado Kyle (Freddie Stroma) estão planejando uma viagem para a cabana de seus pais na floresta. Kyle diz que convidou também seu amigo Seth (Jesse Moss), sua namorada Lex (Anja Savcic) e uma terceira amiga, Melanie (Melanie Papalia) para virem junto. Quando chegam à cabana, eles começam a se divertir com drogas. Mais tarde, April e Melanie passeiam com Rusty, o cachorro de Melanie. Ele acaba fugindo e vai parar na casa de Travis (Michael Ironside), um amigo do pai de April, que se revela um teorista da conspiração, dizendo que o governo testa aeronaves no local. De volta à cabana, Kyle pede April em casamento, mas ela rejeita.[carece de fontes?]
Logo depois, eles flagram um objeto flamejante caindo na floresta próxima. Eles então se dirigem para o local da queda e descobrem se tratar de um óvni. Eles voltam para a cabana e ouvem barulhos. April pega a espingarda de seus pais e sai em busca do possível intruso. Ela localiza uma criatura no pátio e a atinge com um tiro, derrubando-a na piscina mais abaixo.[carece de fontes?]
O grupo tenta fugir para a cidade, mas a estrada está bloqueada. Um óvni surge e abduz Lex. O restante do grupo se dirige então para a casa de Travis, buscando proteção. Lá, Travis diz acreditar que, desde o incidente de Roswell, o governo dos Estados Unidos mantém um acordo com os alienígenas, segundo o qual os seres podem abduzir pessoas à vontade e o governo limpa as marcas que eles deixarem com a condição de que os humanos não combatam os extraterrestres. Como April atacou um deles, os alienígenas retaliarão. Por meio de um radar, eles percebem uma nave se aproximando e pousando. Os jovens fogem de volta para a cabana enquanto Travis fica para lutar, sendo pego por um alienígena.[carece de fontes?]
O xerife Murphy descobre um trailer abandonado e investiga. Lá dentro, ele encontra uma câmera, que registrou os momentos de um casal e seu filho. O vídeo mostra eles observando luzes no céu e depois gritando e correndo em direção a algo. Uma mulher transtornada surge no trailer e diz ao xerife que "eles" levaram seu marido e seu filho.[carece de fontes?]
De volta à cabana, o grupo reforça as janelas com tábuas de madeira. Um alienígena tenta abrir a porta e uma luz se aproxima da casa. Quando a porta se abre, Seth atira em direção à luz, mas tratava-se apenas do xerife e seu auxiliar Mitchell (Sean Rogerson). Ambos entram no local e levam Seth preso e interrogam os outros três quanto ao disparo, pouco levando-os a sério devido aos sinais de consumo de drogas.[carece de fontes?]
Barulhos são ouvidos no galpão anexo à cabana, e o xerife vai ao local investigar. Lá, ele descobre uma poça de um líquido viscoso (sangue alienígena) e um vulto passa por trás dele, escapando pela janela e se embrenhando na mata próxima. Lembrando-se de como sua esposa misteriosamente desapareceu, ele passa a acreditar nos jovens. Mitchell tenta demovê-lo disso, mas um alienígena surge diante da viatura e assume controle da mente do xerife, fazendo-o matar Mitchell e depois ele mesmo. Seth, contudo, é salvo por April e é levado de volta à cabana.[carece de fontes?]
Seth explica o que viu ao grupo, pega uma pistola e abandona seus amigos, dizendo que são eles que o colocaram naquela situação. Na floresta, ele é sobrevoado por um óvni. Ele tenta se algemar a uma árvore, mas é levado assim mesmo, ficando o seu braço pendurado na planta. Quando os extraterrestres voltam para atacar o trio restante, Kyle tranca April e Melanie no porão para que elas não sejam levadas. Ele se esconde no banheiro com uma faca, mas é levado assim mesmo.[carece de fontes?]
No porão, Melanie consome vários remédios e morre sob os efeitos deles. Com um pé de cabra, April emerge para enfrentar os invasores, mas percebe que eles estão indo embora com Kyle. Ela usa fogos de artifício para chamar a atenção da nave espacial e é então levada. Posteriormente, ela desperta dentro de uma gosma. Caminhando por um túnel, ela descobre que está num gigantesco local alienígena não-especificado. Caminhando por ali, ela descobre um corpo híbrido entre Lex e um alienígena. Enquanto isso, Seth é mostrado preso a uma estrutura mecânica enquanto um robô insere uma sonda anal nele, levando-o a desmaiar ou morrer. April encontra Kyle e o liberta. Três alienígenas então se aproximam e devolvem o casal à Terra.[carece de fontes?]
Os dois andam pela floresta e encontram soldados. Ao tentar correr em direção a eles, são baleados. Em seus últimos suspiros, April dá a Kyle o anel de noivado que ganhou dele, e o garoto o coloca nos dedos dela. Eles são então executados. Um oficial conversa com um homem de preto. Ao perguntar o que eles devem fazer com os corpos, o homem responde: "O que sempre fazemos". A câmera então se afasta e mostra vários soldados e cientistas investigando a área, coletando pedaços da nave espacial, estudando um alienígena e queimando os corpos do casal numa vala.[carece de fontes?]

## Recepção da crítica
As críticas ao filme recebeu principalmente críticas negativas. IndieWire deu nota "C-" e comentou que o filme é "um exemplo de como não se fazer um filme de terror". Fangoria e Bloody Disgusting ambos maniefstaram descontentamento com o filme, sentindo que ele usou um número grande demais de clichês de filmes de terror de ficção científica. O Den of Geek, por sua vez, foi mais positivo e disse que o filme tem "visuais espertos para ocasionalmente distrair de sua mediocridade."

## Lançamento
O filme estreou mundialmente em 28 de abril de 2014 no Festival de Cinema de Tribeca pela IFC Midnight. Em 12 de maio de 2014 a The Scream Factory lançou o filme em Blu-ray e DVD.